# Paquete de oficina

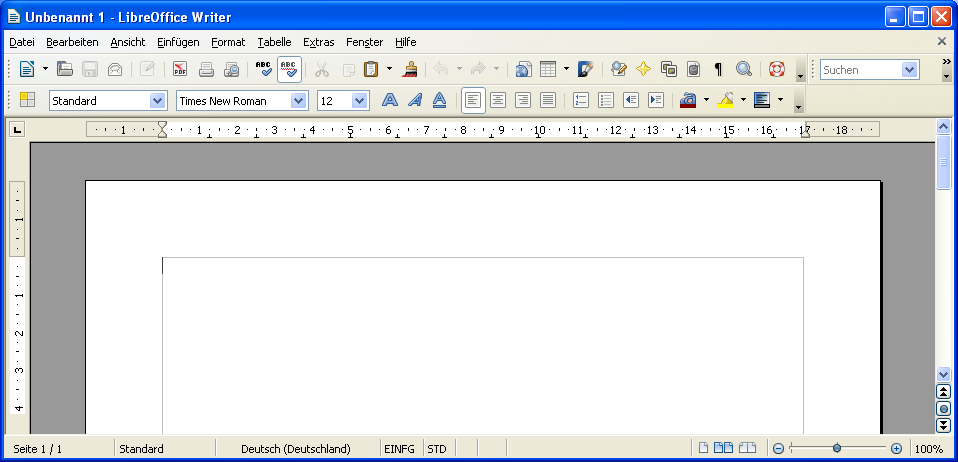
Captura de pantalla de un procesador de texto (programa encargado del tratamiento de textos)

Un paquete de oficina o paquete ofimático, una suite de oficina o suite ofimática, una serie de oficina o serie ofimática, es un conjunto de programas informáticos relacionados con las operaciones básicas de oficina, como la redacción de cartas e informes, la organización de citas o la contabilización de facturas. Una suite ofimática suele incluir un procesador de textos, una hoja de cálculo, un programa de presentación y una herramienta de dibujo. También puede haber un programa de manipulación de datos, un lector de correo electrónico, un calendario y una agenda. Todos ellos se distribuyen juntos como un único producto.

## Programas del paquete Informático
Generalmente, al incluir los programas en los paquetes de oficina, no hay un estándar sobre los programas a incluir; pero la gran mayoría incluyen al menos un procesador de texto y una hoja de cálculo.
Además, la suite puede contener un programa de presentación, un sistema de gestión de bases de datos, herramientas menores de gráficos y comunicaciones, un gestor de información personal (agenda y cliente de correo electrónico) y un navegador web.
- Procesador de textos
- Hoja de cálculos o planilla de cálculos
- Programa de presentación
- Gestor de bases de datos
- Gestor de información personal
  - Agenda
  - Cliente de correo electrónico

## Uso: trabajo de oficina
El trabajo de oficina consiste esencialmente en la compra de bienes, la gestión del personal y la aprobación de pagos y reclamaciones. Requiere controlar, registrar, clasificar y archivar información:
- Escribir
- Archivar documentos
- Responder a las llamadas telefónicas
- Organizar y programar reuniones y citas
- Contabilizar las ventas, las facturas y las nóminas.

Los trabajadores de oficina son recepcionistas, secretarios, mecanógrafos y asistentes ejecutivos. Sus funciones pueden incluir la redacción de cartas, el registro de entradas, la creación de informes y la comunicación por teléfono.

## Historia
El trabajo de oficina está asistido por ordenador desde 1985. Quince años después, los ordenadores para el trabajo de oficina se han generalizado. Los oficinistas utilizan programas de tratamiento de textos para escribir cartas o informes y utilizan programas de hojas de cálculo para crear informes resumidos.
- IBM Lotus Symphony es el nombre de un conjunto de aplicaciones utilizadas para crear, editar (modificar) y compartir documentos de oficina, incluyendo el procesamiento de textos y las hojas de cálculo. Apareció en 1985 como una aplicación de software integrada para DOS. IBM ha recuperado el nombre de Symphony para una nueva suite ofimática que está disponible desde 2007 en su línea de software Lotus, sin cuotas de usuario. Esta nueva edición de Lotus Symphony es un fork de OpenOffice.org.[1]

- Microsoft Office apareció en 1989 e inicialmente era una especie de paquete con aplicaciones que antes se vendían por separado. La ventaja de la suite frente a los programas por separado era su menor coste. La primera versión de la suite ofimática contenía Word, Excel, PowerPoint y Correo. También había una versión comercial Pro que incluía Microsoft Access y Microsoft Schedule Plus. A lo largo de los años, las aplicaciones ofimáticas se han ampliado, compartiendo componentes como un corrector ortográfico, la capacidad de integrar un elemento OLE y el scripting VBA. Actualmente, Microsoft Office es la suite ofimática más conocida del mundo. Desde la versión de 2003, Microsoft ha añadido la palabra «Office» delante del nombre de cada programa de la suite, que se ha ampliado para incluir Microsoft Outlook, Microsoft Publisher y Microsoft OneNote.

- WordPerfect Suite fue creado por Novell en 1994 y vendido a Corel en 1996.

- OpenOffice.org es un proyecto nacido el 13 de octubre de 2000 por iniciativa de Sun Microsystems para producir un software ofimático de código abierto basado en StarOffice. El producto resultante se publica bajo el mismo nombre y varias licencias (la LGPL y, hasta la versión 2.0beta2 no incluida, la SISSL) y funciona en varias plataformas, como Windows, muchos Unix como: Linux, Solaris o Apple OS X. El objetivo declarado es ofrecer una alternativa a la suite propietaria Microsoft Office, a la que OpenOffice podría quitar una importante cuota de mercado. Como parte de su política de transparencia, el formato de almacenamiento utilizado por OOo es, a partir de la versión 2.0, compatible con el formato abierto OpenDocument, que ha sido adoptado por el organismo de normalización OASIS y luego por la ISO como formato ofimático de referencia. OOo también permite exportar al formato PDF. Para facilitar la interoperabilidad, OOo permite la importación de formatos de Microsoft. A partir de la versión 3.3.0, el proyecto original de OpenOffice.org se dividió en dos ramas separadas:
  - Apache OpenOffice con el apoyo del Apache Software Foundation,
  - LibreOffice con el apoyo de la fundación The Document Foundation.

- StarOffice era una suite ofimática propietaria (y comercial), multiplataforma (Windows, Linux, Solaris) publicada por Sun Microsystems y basada, a partir de la versión 6, en el proyecto OpenOffice.org. La distribución de StarOffice finalizó en 2009 con la adquisición de Sun por parte de Oracle Corporation.

- Corel Corporation ha desarrollado WordPerfect Office. A partir de octubre de 2020, la última versión es WordPerfect Office 2020, disponible en cuatro distribuciones (en inglés editions): Standard, Professional, Family y Home & Student.